# هیولا (فیلم ۱۹۸۸)
هیولا (به انگلیسی: The Beast) یک فیلم سینمایی آمریکایی در ژانر فیلم جنگی به کارگردانی کوین رینولدز است که در سال ۱۹۸۸ منتشر شد.

## بازیگران
- جرج دزوندزا
- جیسون پاتریک
- استیون باوئر
- استیون بالدوین
- کبیر بدی
- اریک آواری
- دونالد پاتریک هاروی

## خلاصه داستان فیلم
دوران جنگ افغانستان، یک تانک شوروی که توسط افسری بی رحم فرماندهی می‌شود در کوهستان گم شده و گرفتار نیروهای مقاومت می‌شود و...